# آسان اوئدرائوگو
آسان اوئدرائوگو (انگلیسی: Assan Ouédraogo؛ زادهٔ ۹ مهٔ ۲۰۰۶) بازیکن فوتبال اهل آلمان است.
از باشگاه‌هایی که در آن بازی کرده‌است می‌توان به باشگاه فوتبال شالکه ۰۴ اشاره کرد.
وی همچنین در تیم‌های ملی فوتبال زیر ۱۶ سال آلمان و جوانان آلمان بازی کرده‌است.